# Krankheitsgefühl
Die Bezeichnung Krankheitsgefühl hat zwei Bedeutungen:
- Als allgemeines Krankheitsgefühl bezeichnet man mehrere Symptome, die auch mit der französischen Bezeichnung Malaise zusammengefasst werden.[1]
- Als Krankheitsgefühl bezeichnet man den Eindruck des Patienten krank zu sein. Das Krankheitsgefühl kann im psychopathologischen Befund gemäß AMDP-System eingeschätzt werden und ist von der Krankheitseinsicht zu unterscheiden.[2] Ein Patient mit Hypochondrie hat ein Krankheitsgefühl, weil er sich körperlich krank fühlt, aber keine Krankheitseinsicht, wenn er das Krankheitskonzept einer psychischen Erkrankung nicht akzeptiert.[2] Ein Patient mit Manie kann krankheitseinsichtig sein, obwohl er kein Krankheitsgefühl hat und den Zustand der Manie sogar angenehm findet.[2] Ein Schizophrener kann sich völlig gesund fühlen und keine Krankheitseinsicht haben, obwohl er eine ausgeprägte Negativsymptomatik zeigt oder sogar akustische Halluzinationen hat.[2] In folgender Tabelle wird das Verhältnis von Krankheitsgefühl und Krankheitseinsicht nochmals veranschaulicht.

| Diagnose      | Krankheitsgefühl | Krankheitseinsicht |
| ------------- | ---------------- | ------------------ |
| Hypochondrie  | ja               | nein               |
| Manie         | nein             | ja                 |
| Schizophrenie | nein             | nein               |

## Krankheitsbewusstsein im Sinne von Pick 1882
Der Begriff des Krankheitsbewusstseins wurde von Arnold Pick im Jahr 1882 genauer betrachtet, nachdem er Psychosen, Zwangsstörungen und Depressionen untersucht hatte. Er veröffentlichte einen Artikel mit dem Titel: Über Krankheitsbewusstsein in psychischen Krankheiten. Später unterteilte er den Begriff in Krankheitsgefühl und Krankheitsbewusstsein.